# Gavião Kyikatejé FC
Gavião Kyikatejé FC is een Braziliaanse voetbalclub uit Bom Jesus do Tocantins in de staat Pará. De thuiswedstrijden van de club worden evenwel in het nabijgelegen Marabá gespeeld. Het is de eerste profclub in Brazilië die door de inheemse bevolking, de Kyikatejê-gavião werd opgericht.

## Geschiedenis
De club werd opgericht in 1981 als Castanheira EC. In 2007 verwierven de Kyikatejê-gavião de rechten van Castanheira om de club over te nemen. Ze gingen van start in de lokale amateurcompetitie, die ze dat jaar wonnen. 
In 2009 werd de club een profclub en ging van start in de tweede divisie van het Campeonato Paraense. In 2010 werd de club derde. In 2013 werd de club vicekampioen en promoveerde zo voor het eerst naar de hoogste klasse. De club speelde er twee seizoenen en degradeerde dan weer. In 2020 werd de club vicekampioen achter Tuna Luso en promoveerde opnieuw.